# 伊藤康英
伊藤康英（日语：／ Itō Yasuhide，1960年12月7日—），日本作曲家、編曲家。

## 簡介
伊藤康英出生於靜岡縣濱松市，從小學開始學習鋼琴，靜岡縣濱松市北高中是負責打擊樂和指揮。1979年考入東京藝術大學作曲系，跟野田暉行學習作曲，岩崎操學習鋼琴。大學一年級的管樂作品《進步》（プログレスが）得到笹川賞第3名。1983年、獲東京藝術大學研究院取錄學習作曲，1986年畢業。1994年，獲委任為洗足學園音樂大學的兼職講師。
現為洗足學園音樂大學教授，東京藝術大學、東京尚美音樂及媒體藝術學院兼職講師。

## 主要作品

### 吹奏樂作品
- 《光榮頌》 (Gloriosa)
- 《幻想協奏曲》
- 《交響的典禮》
- 《幻想變奏曲》
- 《北海變奏曲》
- 《台灣狂詩曲》
- 《月夜之龍》- 香港來的明信片
- 交響繪畫《富士》
- 《古典幻想曲》
- 《舟歌》
- 《相馬三景》組曲
- 《琉球幻想曲》
- 《木星幻想曲》
- 《台灣花束》
- 《客家幻想曲》

### 管弦樂作品
- Prima Parte, Seconda Parte

### 室内楽
- Fruit Buffet - 4首長笛組曲
- Kenian Fantasy - 長笛四重奏

### 鋼琴
- 琉球幻想曲

### 聲樂
- 我是1000的風
- 濱松市市歌
- 浜松三月

## 著作
- 管楽器的名曲名演奏 獨奏、 吹奏楽合奏（音楽之友社、1998年）
- 樂隊編曲法―一個描述的過程（翻譯: Frank Ericson 東亜音楽社、1999年）

## 外部連結
- 公式ホームページ(イトーミュージック) （页面存档备份，存于）
- 洗足学園音楽大学のデータベース